# Kotaro Hayashida
Kotaro Hayashida, conocido por el seudónimo de Ossale Kohta, es un diseñador de videojuegos japonés, conocido principalmente por su trabajo en la multinacional japonesa de videojuegos Sega, desde 1983. Ha trabajado en juegos como Alex Kidd en Miracle World (1986) y Phantasy Star lanzado para Master System en 1987.

## Juegos
- Hustle Chumy (1984)
- Champion Pro Wrestling (1985)
- Zoom 909 (SG-1000) (1985)
- Pitfall II (SG-1000) (1985)
- Great Soccer (1985)
- Transbot (Master System) (1985)
- Pit Pot (1985)
- My Hero (Master System) (1986)
- Ninja Princess (1986)
- Pro Wrestling (1986)
- Alex Kidd in Miracle World (1986) — (como Kotaro)
- Woody Pop (Master System) (1987)
- Zillion (1987) —  (como Ossale Kohta)
- Alex Kidd BMX Trial (1987)
- Phantasy Star (1987) — Escenario y supervisión (como Ossale Kohta)
- Tensai Bakabon (1988)
- Super Racing (1988)
- Space Harrier II (Mega Drive) (1988) —  (como Ossale Kohta)
- Alex Kidd in the Enchanted Castle (1989)
- Phantasy Star III: Generations of Doom (1990) — Agradecimiento especial (como Ossale Kohta)
- Pyramid Magic (1991) — Agradecimiento especial  (como Ossale)
- Putter Golf (1991) — Agradecimiento especial  (como Ossale)
- Phantasy Star IV: The End of the Millennium (1993) — Agradecimiento especial  (como K.Hayashida)
- After Burner Complete (1994) — Agradecimiento especial  (como K.Hayashida)
- Space Harrier (32X) (1994) — Agradecimiento especial (como K.Hayashida)